# چهل و پنجمین دوره جوایز اسکار
چهل و پنجمین دوره مراسم اعطای جوایز اسکار (انگلیسی: 45th Academy Awards) در روز سه‌شنبه، ۲۷ مارس ۱۹۷۳ در دوروتی چندلر پاویون لس آنجلس برگزار شد. در این مراسم بهترین فیلم‌های سال ۱۹۷۲ جهان به انتخاب آکادمی علوم و هنرهای تصاویر متحرک جایزه گرفتند.
کارول برنت، مایکل کین، چارلتون هستون، راک هادسن مجریان این مراسم بود.

## جوایز
برندگان نخست و در حروف برجسته پررنگ فهرست شده‌اند.
| جایزه اسکار بهترین فیلم | جایزه اسکار بهترین کارگردانی |
| --- | --- |
| - پدرخوانده – آلبر اس. رودی - کاباره – سای فوئر - بازماندگان – جان بورمن - مهاجران – Bengt Forslund - ساندر – Robert B. Radnitz | - باب فاس – کاباره - جان بورمن – بازماندگان - فرانسیس فورد کوپولا – پدرخوانده - جوزف ال. منکیه‌ویچ – کارآگاه - یان تروئل – مهاجران |
| جایزه اسکار بهترین بازیگر نقش اول مرد | جایزه اسکار بهترین بازیگر نقش اول زن |
| - مارلون براندو – پدرخوانده در نقش ویتو کورلئونه (عدم پذیرش) - مایکل کین – کارآگاه در نقش Milo Tindle - لارنس الیویه – کارآگاه در نقش Andrew Wyke - پیتر اوتول – طبقه حاکم در نقش Jack Gurney - پل وینفیلد – ساندر در نقش Nathan Lee Morgan | - لایزا مینلی – کاباره در نقش Sally Bowles - دایانا راس – بانو بلوز می‌خواند در نقش بیلی هالیدی - مگی اسمیت – سفرهای من و عمه‌ام در نقش Augusta Bertram - سیسیلی تایسون – ساندر در نقش Rebecca Morgan - لیو اولمان – مهاجران در نقش Kristina Nilsson |
| جایزه اسکار بهترین بازیگر نقش مکمل مرد | جایزه اسکار بهترین بازیگر نقش مکمل زن |
| - جوئل گری – کاباره در نقش ام سی - آل پاچینو – پدرخوانده در نقش مایکل کورلئونه - جیمز کان – پدرخوانده در نقش سانی کورلئونه - رابرت دووال – پدرخوانده در نقش Tom Hagen - ادی آلبرت – کودک دل‌شکسته در نقش Mr. Corcoran | - آیلین هکارت – پروانه‌ها آزادند در نقش Mrs. Baker - جینی برلین – کودک دل‌شکسته در نقش Lila Kolodny - جرالدین پیج – Pete 'n' Tillie در نقش Gertrude Wilson - سوزان تایرل – Fat City در نقش Oma - شلی وینترز – ماجرای پوزیدون در نقش Belle Rosen |
| جایزه اسکار بهترین فیلم‌نامه غیراقتباسی | جایزه اسکار بهترین فیلم‌نامه اقتباسی |
| - نامزد – جرمی لارنر - جذابیت پنهان بورژوازی – لوئیس بونوئل و ژان-کلود کریر - بانو بلوز می‌خواند – Chris Clark, Suzanne de Passe و Terence McCloy - نجوای قلب – لویی مال - وینستون جوان – کارل فورمن | - پدرخوانده – فرانسیس فورد کوپولا و ماریو پوزو از پدرخوانده اثر Puzo - کاباره – Jay Presson Allen از Cabaret اثر فرد اب و جان کندر - مهاجران – Bengt Forslund و یان تروئل از The Emigrants و Unto a Good Land اثر Vilhelm Moberg - Pete 'n' Tillie – جولیوس جی. اپستاین از Witch's Milk اثر Peter De Vries - ساندر – Lonne Elder III از ساندر اثر ویلیام اچ. آرمسترانگ     |
| جایزه اسکار بهترین فیلم مستند | جایزه اسکار بهترین فیلم مستند (کوتاه) |
| - مارجو – Sarah Kernochan و هاوارد اسمیت - Ape and Super-Ape – برت هانسرا - مالکوم ایکس – آرنولد پرل و ماروین وورث - Manson - Robert Hendrickson و Laurence Merrick - The Silent Revolution – Eckehard Munck | - This Tiny World – Charles Huguenot van der Linden and Martina Huguenot van der Linden - Hundertwasser's Rainy Day – پیتر شامونی - K-Z – Giorgio Treves - Selling Out – Tadeusz Jaworski - The Tide of Traffic – Humphrey Swingler |
| Best Foreign Language Film | جایزه اسکار بهترین ترانه |
| - جذابیت پنهان بورژوازی (France) در زبان فرانسوی – لوئیس بونوئل - The Dawns Here Are Quiet (USSR) در زبان روسی – استانیسلاو راستوتسکی - I Love You Rosa (Israel) در زبان عبری – موشه میزراهی - عزیز من سنیوریتا (Spain) در زبان اسپانیایی – خائیمه د آرمینیان - سرزمین جدید (Sweden) در زبان سوئدی – یان تروئل | - "The Morning After" از ماجرای پوزیدون – جوئل هرشهورن و ال کاشا - "بن (ترانه)" از Ben – Don Black و والتر شارف - "Come Follow, Follow Me" از The Little Ark – فرد کارلین و Marsha Karlin - "Marmalade, Molasses & Honey" از زندگی و روزگار قاضی روی بین – الن برگمن، الن برگمن و موریس ژار - "Strange Are the Ways of Love" از The Stepmother – سمی فین و پل فرنسیس وبستر |
| جایزه اسکار بهترین فیلم کوتاه | جایزه اسکار بهترین پویانمایی کوتاه |
| - جهان نورمن راکول… رؤیایی آمریکایی – Richard Barclay - Frog Story – Ray Gideon and Ron Satlof - Solo – David Adams | - سرود کریسمس – ریچارد ویلیامز - Kama Sutra Rides Again – Bob Godfrey - Tup Tup – Nedeljko Dragic |
| جایزه اسکار بهترین موسیقی فیلم | جایزه اسکار بهترین موسیقی فیلم اقتباسی |
| - روشنی‌های صحنه – چارلی چاپلین، ریموند راش و Larry Russell - تصاویر – جان ویلیامز - ناپلئون و سمنتا – Buddy Baker - ماجرای پوزیدون – جان ویلیامز - کارآگاه – جان ادیسون | - کاباره – اقتباس: رالف برنز - بانو بلوز می‌خواند – اقتباس: Gil Askey - مردی از لا مانتا – اقتباس: لورنس روزنتال |
| جایزه اسکار بهترین طراحی لباس | جایزه اسکار بهترین میکس صدا |
| - سفرهای من و عمه‌ام – آنتونتی پاول - پدرخوانده – Anna Hill Johnstone - بانو بلوز می‌خواند – ری آقایان، نورما کاچ و Bob Mackie - ماجرای پوزیدون – Paul Zastupnevich - وینستون جوان – Anthony Mendleson | - کاباره – David Hildyard و Robert Knudson - پروانه‌ها آزادند – Charles T. Knight و Arthur Piantadosi - نامزد – Gene Cantamessa و Richard Portman - پدرخوانده – Charles Grenzbach, کریس نیومن و Richard Portman - ماجرای پوزیدون – Herman Lewis و Theodore Soderberg |
| جایزه اسکار بهترین طراحی صحنه | جایزه اسکار بهترین فیلمبرداری |
| - کاباره – Art Direction: Jurgen Kiebach و Rolf Zehetbauer; Set Decoration: Herbert Strabel - بانو بلوز می‌خواند – Art Direction: Carl Anderson; Set Decoration: Reg Allen - ماجرای پوزیدون – Art Direction: William Creber; Set Decoration: Raphael Bretton - سفرهای من و عمه‌ام – Art Direction: John Box, Robert W. Laing و Gil Parrondo - وینستون جوان – Art Direction: Donald M. Ashton, Geoffrey Drake, John Graysmark و William Hutchinson; Set Decoration: Peter James | - کاباره – جفری آنسورث - ۱۷۷۶ – هری استردلینگ، جونیور - پروانه‌ها آزادند – چارلز لنگ - ماجرای پوزیدون – Harold E. Stine - سفرهای من و عمه‌ام – داگلاس اسلوکام |
| جایزه اسکار بهترین تدوین | |
| - کاباره – دیوید برترتون - بازماندگان – Tom Priestley - پدرخوانده – ویلیام اچ. رینولدز و پیتر زینر - The Hot Rock – Fred W. Berger and فرانک پی. کلر - ماجرای پوزیدون – هارولد اف. کرس | |

### جایزه اسکار افتخاری
- Charles S. Boren
- ادوارد جی. رابینسون

## جستارهای ویژه
- سی‌امین مراسم گلدن گلوب